# Ephedra glauca
Ephedra glauca là một loài thực vật hạt trần trong họ Ephedraceae. Loài này được Regel mô tả khoa học đầu tiên năm 1879.